# Mètre par seconde à la puissance quatre
Le mètre par seconde à la puissance quatre, de symbole m s−4 ou m/s4, est l'unité dérivée de snap (ou jounce) du Système international.

## Définition
Cette unité mesure le snap, ou jounce, d'un mobile animé d'un mouvement à à-coup variant uniformément, dont l'à-coup varie, en une seconde, d'un mètre par seconde cube.